# فابیو مارانگون
فابیو مارانگون (انگلیسی: Fabio Marangon؛ زادهٔ ۴ ژانویهٔ ۱۹۶۲) بازیکن فوتبال اهل ایتالیا است.
از باشگاه‌هایی که در آن بازی کرده‌است می‌توان به باشگاه فوتبال هلاس ورونا، باشگاه فوتبال آلساندریا، باشگاه فوتبال یوونتوس، باشگاه فوتبال تریستیانا، و باشگاه فوتبال ویچنزا اشاره کرد.